# Nicolieren
Das Nicolieren ist ein Verfahren zur Veredelung von Obstbäumen.
Es wurde 1951 von Baumschuler Peter Nicolin aus Frauweiler entwickelt und soll das Okulieren von Birnensorten, die mit Quittenunterlagen unverträglich sind, ermöglichen. Die Unverträglichkeit äußert sich durch jährlich schwankende Gelbfärbungen der Blätter, die einer Chlorose ähneln. Es war in Deutschland ab dem 16. September 1952 patentiert. Da jedoch nie eine Lizenzgebühr erhoben wurde, führten zahlreiche Baumschulen dieses Verfahren ein.
Beim Nicolieren wird beim Aufpfropfen des Edelreises zwischen der Unterlage und dem Auge eine auf die Stärke eines Millimeters reduzierte quittenverträgliche Zwischenveredelung eingebracht. Hierdurch wird die Unverträglichkeit der Edelsorte mit der Unterlage umgangen.
Edelsorten, welche sinnvoll nicoliert werden können, sind Alexander Lucas, Clapps Liebling, Gräfin von Paris, Gute Luise, Josephine von Mechelen, Köstliche aus Charneux, Williams Christ.
Als Zwischenveredelungen dienen die Sorten Gellerts Butterbirne, Neue Poiteau, Nordhäuser Winterforelle, Pastorenbirne.